# Ann Hall
Ann (o Anne) Hall (1792–1863) fue una pintora y miniaturista americana.
Hall ha sido descrita como la más exitosa pintora de miniaturas activa en la primera mitad del siglo diecinueve en Nueva York, reconocida por sus interesantes retratos, especialmente de niños y novias jóvenes. A pesar de que muchas de sus composiciones son vistas por audiencias modernas como sentimentales, su popularidad en vida y la importancia de su carrera está atestiguada por los altos precios que se pagaron por sus obras (a menudo quinientos dólares por encargo) y ser elegida por la Academia Nacional de Diseño, Nueva York. Ha sido acreditada por inspirar el renacimiento de la técnica de pintar miniaturas sobre marfil en los Estados Unidos.

## Primeros años
Hall nació en Pomfret, Connecticut, fue la sexta de once hijos supervivientes de Jonathan (o John) Hall, un destacado físico, y su esposa, con nombre de soltera Bathesheba Mumford. Su gran talento artístico fue avivado por su familia y desde una edad temprana experimentó con varias técnicas diferentes, incluyendo siluetas recortadas, el modelado de figuras en cera, y la ejecución de cuadros de flores y bodegones en acuarela y lápiz.

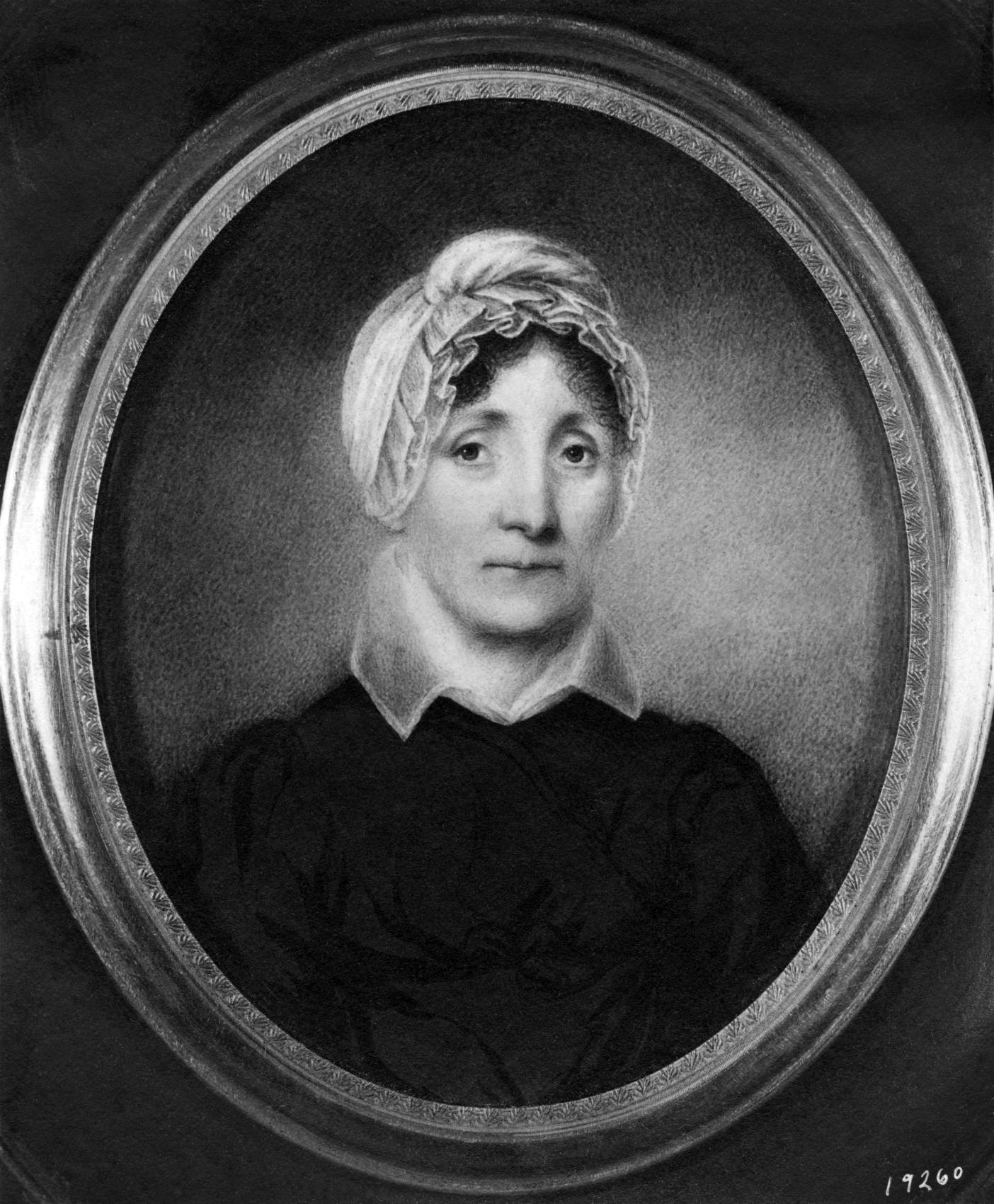
Sala de Jonathan de la señora (Bathsheba Mumford), la madre del Artista, 1838. Miniatura encima marfil, 3 1/2 x 3 en. Colección privada, Hillsborough, California
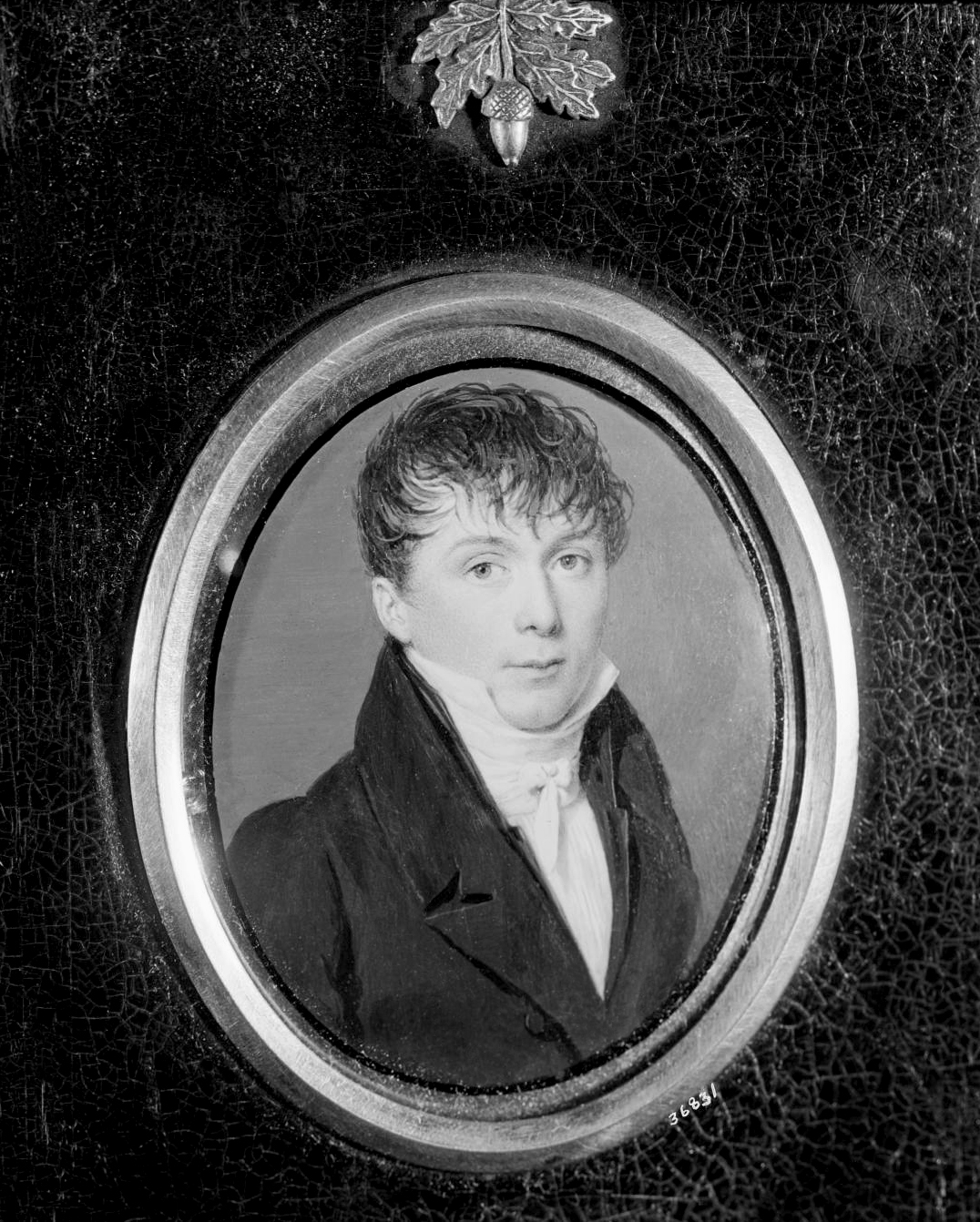
Sala de Henry del Charles, el hermano del Artista, undated. Miniatura encima marfil, 2 5/8 x 2 1/8 en. En el mercado de arte en noviembre 1946
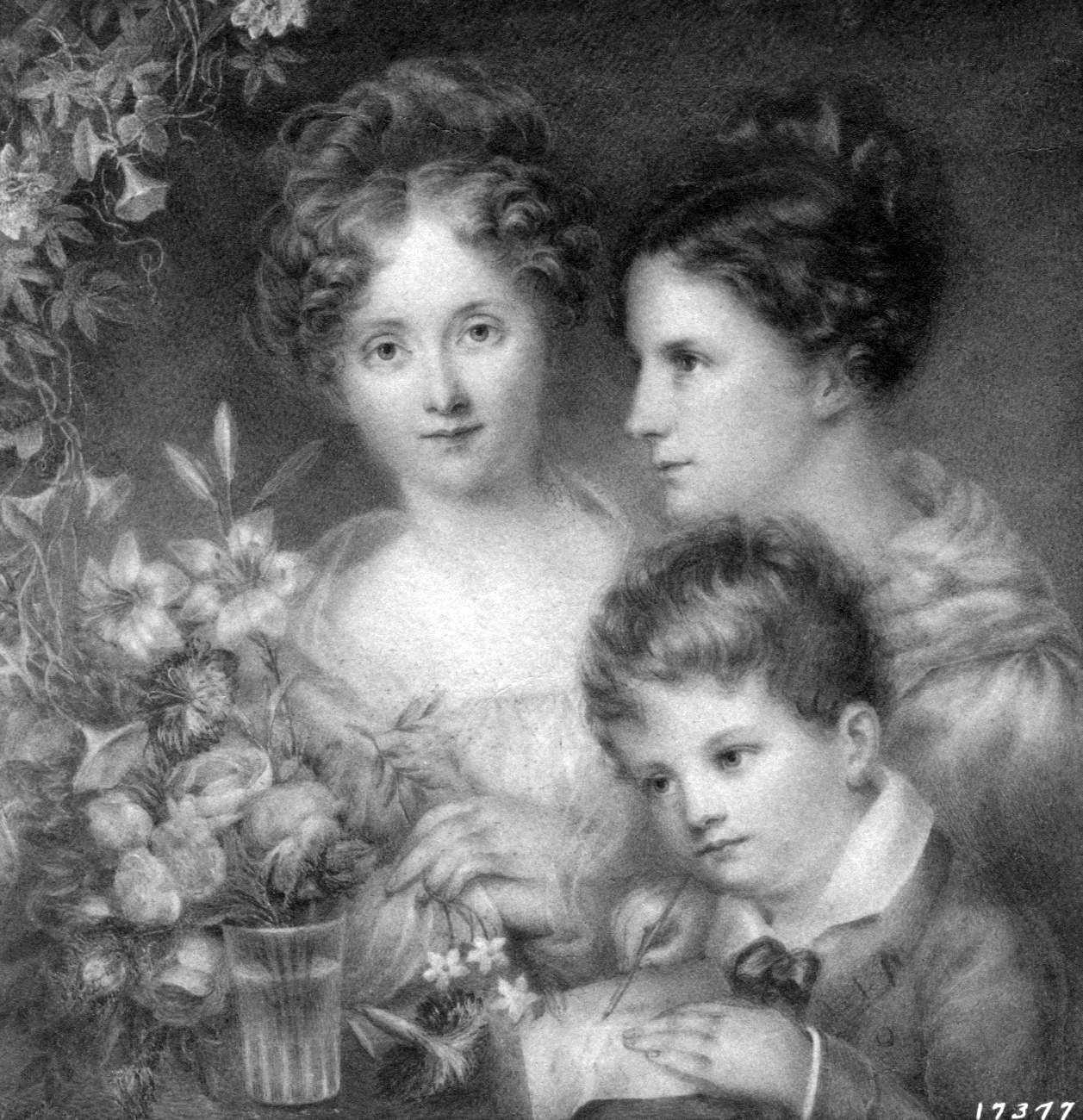
Ann Sala, Su Sala de Eliza de la Hermana Ward, y Su Sala de Henry del Sobrino Ward, 1828. Miniatura encima marfil, 4 1/4 x 4 1/4 en., Sociedad Histórica Nueva York, Nueva York, Nueva York

## Educación y carrera inicial
Hall visitó la casa de la familia de su madre en Newport, Rhode Island con una hermana mayor. Allí aprendió a abocetar, pintar al óleo y realizar miniaturas en acuarela sobre marfil de la mano del artista Samuel King, uno de los profesores de Gilbert Stuart.

Hacia 1808, Hall viajó a la Ciudad de Nueva York para estudiar pintura al óleo con Alexander Robertson. Durante este periodo, vio la exposición temporal de pinturas de maestros antiguos de la colección del Coronel John Trumbull, pintor y secretario privado de John Jay, que había ido creciendo cuándo Trumbull estuvo en Londres y París. Hall también estudió a los maestros antiguos de la colección de su hermano Charles Henry Hall, un empresario que viajaba con frecuencia a Europa y adquirió un grupo de acuarelas, miniaturas de retrato, y pinturas al óleo, incluyendo una serie de copias de composiciones originales realizadas por maestros italianos como Tintoretto y Guido Reni. Como Charlotte Streifer Rubinstein observó, ha sido descrita por críticos como el "color brillante del 'maestro antiguo' "por sus miniaturas consiguió un estudio cercano al arte moderno de la primera época. Su interés en la pintura de maestros antiguos también le inspiró para adaptar complejas composiciones con múltiples figuras, derivadas de pinturas religiosas europeas, para agrupar retratos; como observó uno de sus primeros biógrafos, sus retratos de niños asemejaban  un "elegante y bien arreglado ramo".

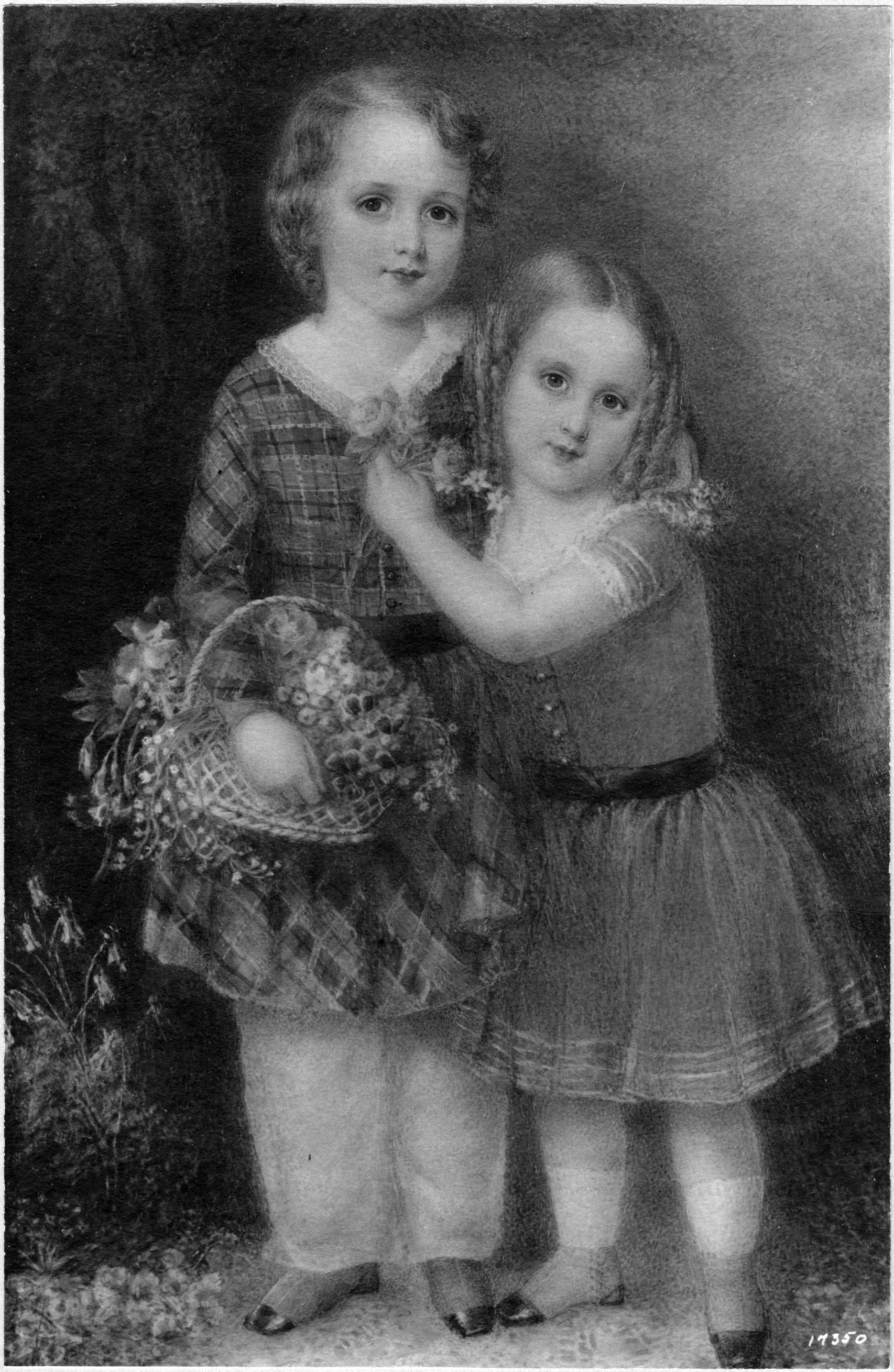
John y Prescott Ward, 1848. Miniatura, 7 1/4 x 5 en. Colección privada, Hillsborough, California
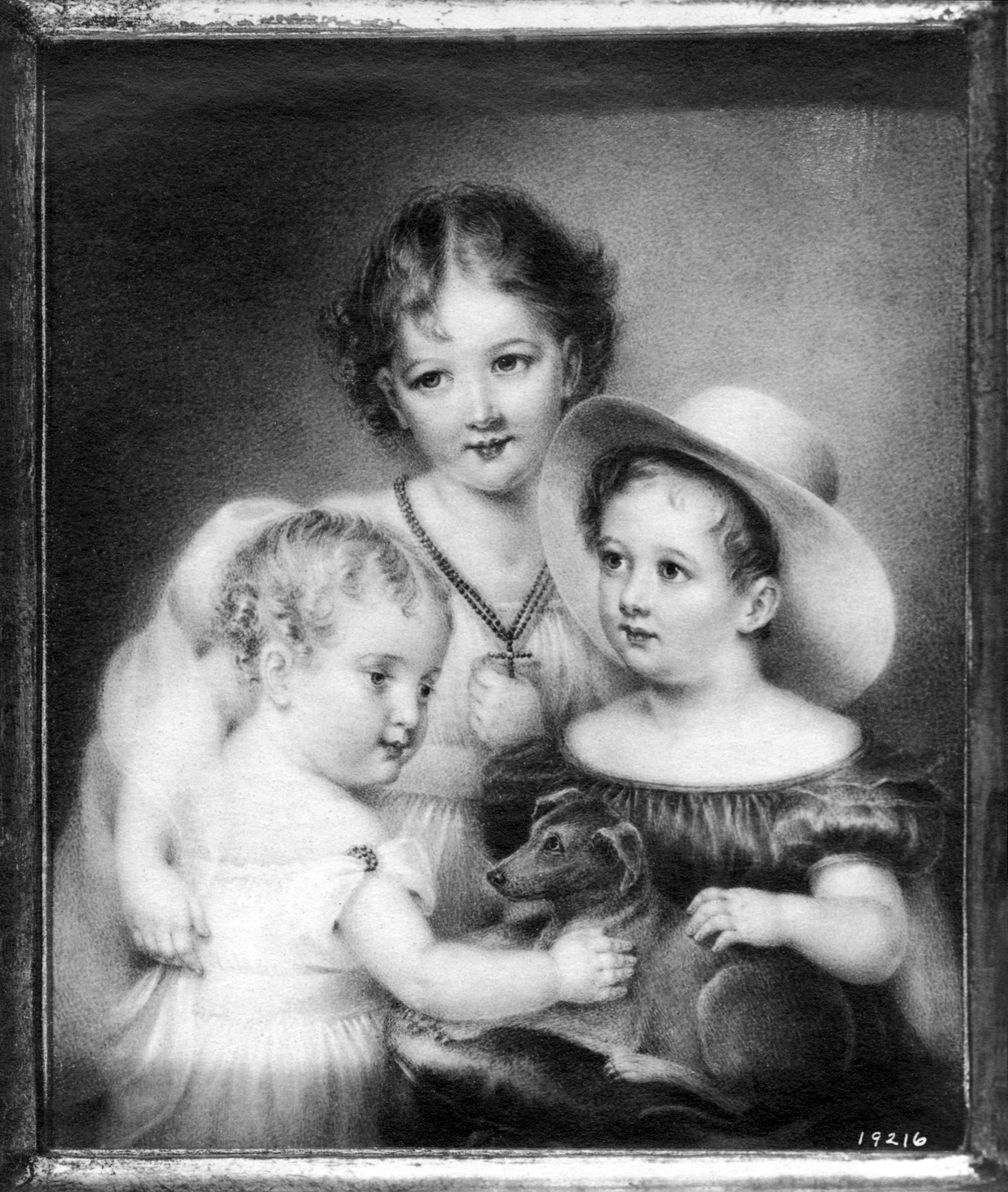
Cornelia, Edward, y Nathaniel Albor, undated. Miniatura encima marfil, 4 5/8 x 3 7/8 en. Colección privada, Nueva York, Nueva York
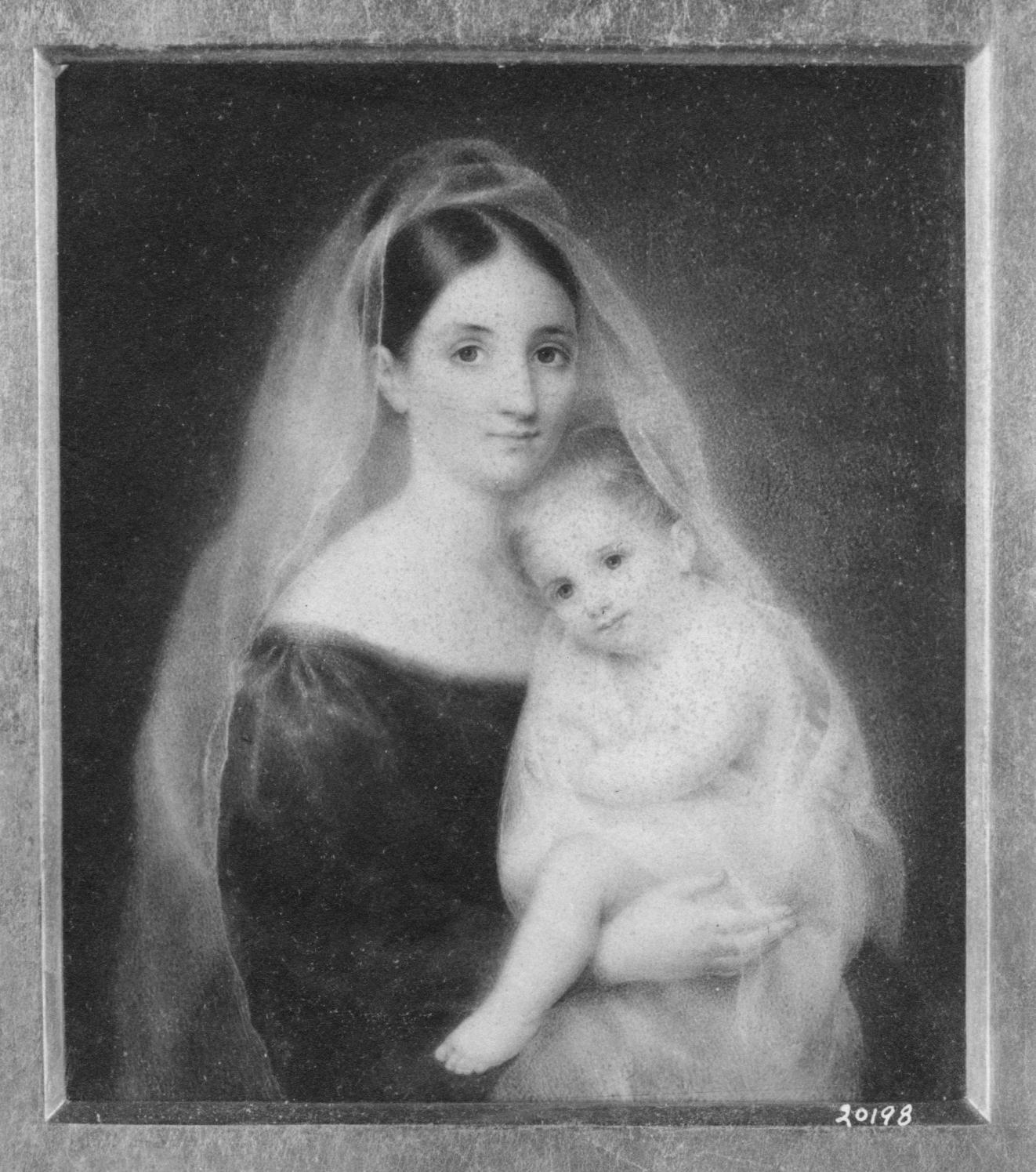
Laura Albor (Señora John Clarkson Jay) y Su Hija, Laura (Señora Charles Pemberton Wurts), undated. Miniatura encima marfil, 4 1/2 x 4 en. Colección privada, Englewood, New Jersey

## Carrera
Por 1817, Hall participaba en exposiciones de la Academia americana de las Bellas Artes. La mayoría de sus primeras obras presentadas fueron miniaturas describiendo miembros familiares, como el retrato de grupo Ann Hall, su hermana Eliza Hall Ward, y su sobrino Henry Hall Ward de 1828, actualmente en la colección de la Nueva-York Sociedad Histórica. Durante mediados de la década de 1820, se traslada a Nueva York. Vivió con su hermana Eliza Hall Ward, que también era una pintora notable, y el marido de Eliza, Henry Ward, en su mansión de la Calle Bond 23, aunque Hall hizo viajes frecuentes a Boston. La casa de Eliza era un centro de cultura así como el punto de encuentro del Club Hone. Muchos famosos de la Ciudad de Nueva York en las décadas de 1820, 1830 y 1840, que visitaron a Eliza y su marido, posaron para Ann, ampliando el círculo patrocinadores y seguidores de la artista.
Hall fue admitida en la recién creada Academia Nacional de Dibujo como miembro asociada en 1828 y cinco años más tarde fue elegida, por unanimidad, miembro de pleno derecho. Fue la primera mujer en conseguir este honor y la única mujer admitida en la Academia antes de 1900. Sin embargo, no se la apoyó para asumir un papel activo en el gobierno de la institución y nunca estuvo en las reuniones de la Academia, salvo en una ocasión en la que se solicitó su presencia para cumplir con el quórum. Aun así, continuó presentando obras en las exposiciones anuales de la institución hasta 1852, y un grabado popular producido por E. Gallaudet fue hecho a partir de la miniatura de Garafilia Mohalbi de Hall. Mohalbi Había sido capturado en la edad de siete años por el Imperio otomano durante la Guerra griega de Independencia y fue rescatada por un comerciante americano que la trajo a Boston en 1827 para ser criada con su familia. Mohalbi murió en 1830 en la edad de 13 años.

Tuvo un estudio en el piso superior de la casa de su hermana y mayoritariamente hizo retratos de mujeres y niños. Sus clientes eran residentes ricos de Nueva York que pagaban hasta 500 dólares por encargo. Sus trabajos fueron elogiados por críticos contemporáneos, incluyendo al autor e historiador William Dunlap:

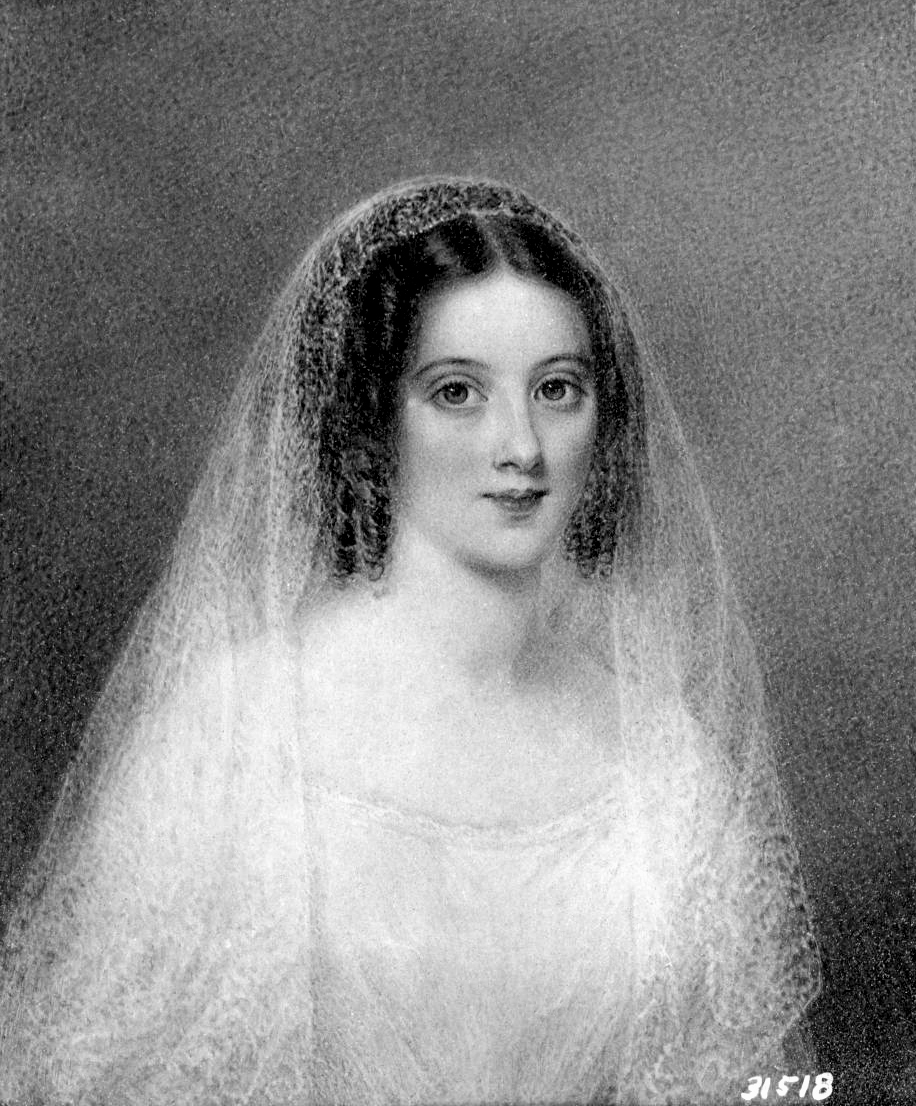
Frances Ann Clarkson Goodhue (Señora Robert Livingston), 1834. Miniatura encima marfil, 3 3/4 x 3 1/8 en. Biblioteca de Sociedad de la Nueva York, Nueva York, Nueva York
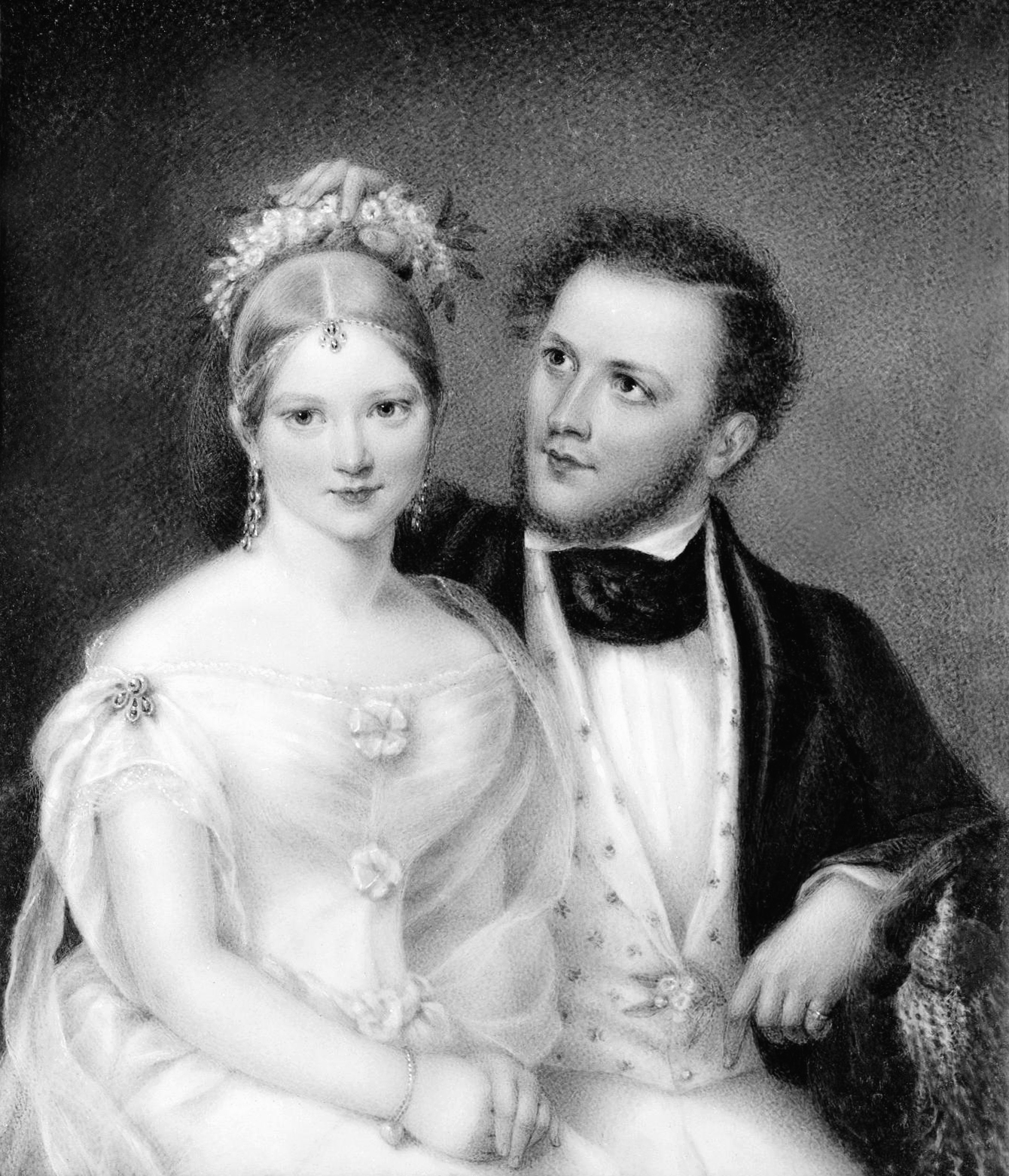
Señor y Señora Samuel Ward (Emily Astor), 1837. Miniatura encima marfil, 5 1/2 x 4 1/2 en. Colección privada, Barrytown, Nueva York
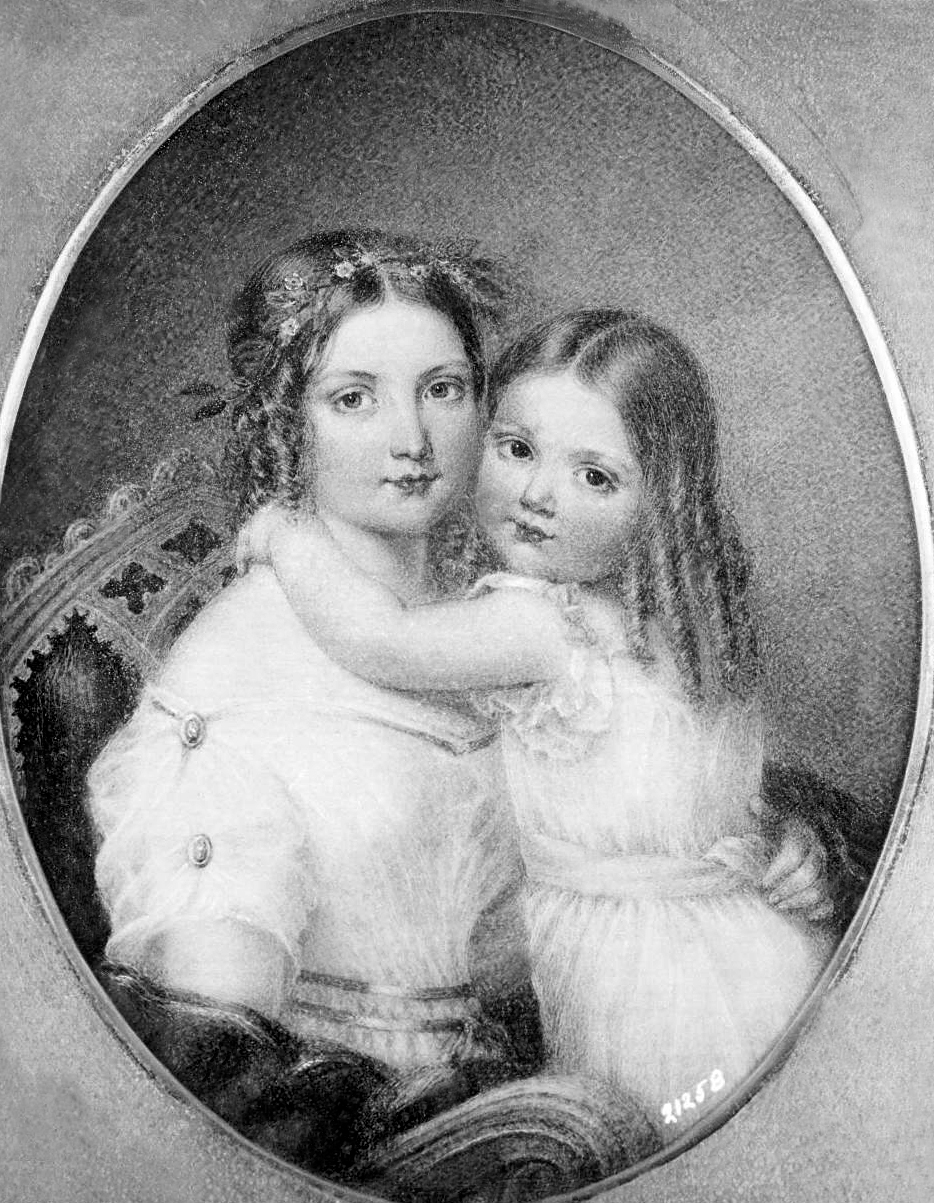
Barbero de John de la señora James (Mary Helen Vanderburgh) y Su Hija Mary Helen James (Señora Charles Alfred Grymes), undated. Miniatura encima marfil, 4 3/4 x 3 5/8 en. Colección privada, Washington, D.C.

## Muerte
Hall nunca se casó y murió a la edad de setenta y un años en la casa de su hermana, conocida como la Mansión de Henry Hall Ward durante la vida del hijo de Eliza. Está estimado que Hall dejó a sus herederos una propiedad de 100,000 dólares, fortuna que ganó con sus trabajos. Aunque hay constancia cartas que sugieren que varios estudiantes de miniaturas solicitaban formarse en su estudio, ningún alumnado está registrado. El interés en su trabajo resurgió cuándo la Mansión Henry Hall Ward fue subastada en diciembre de 1904 y varias de sus miniaturas fueron descubiertas almacenadas en el ático.

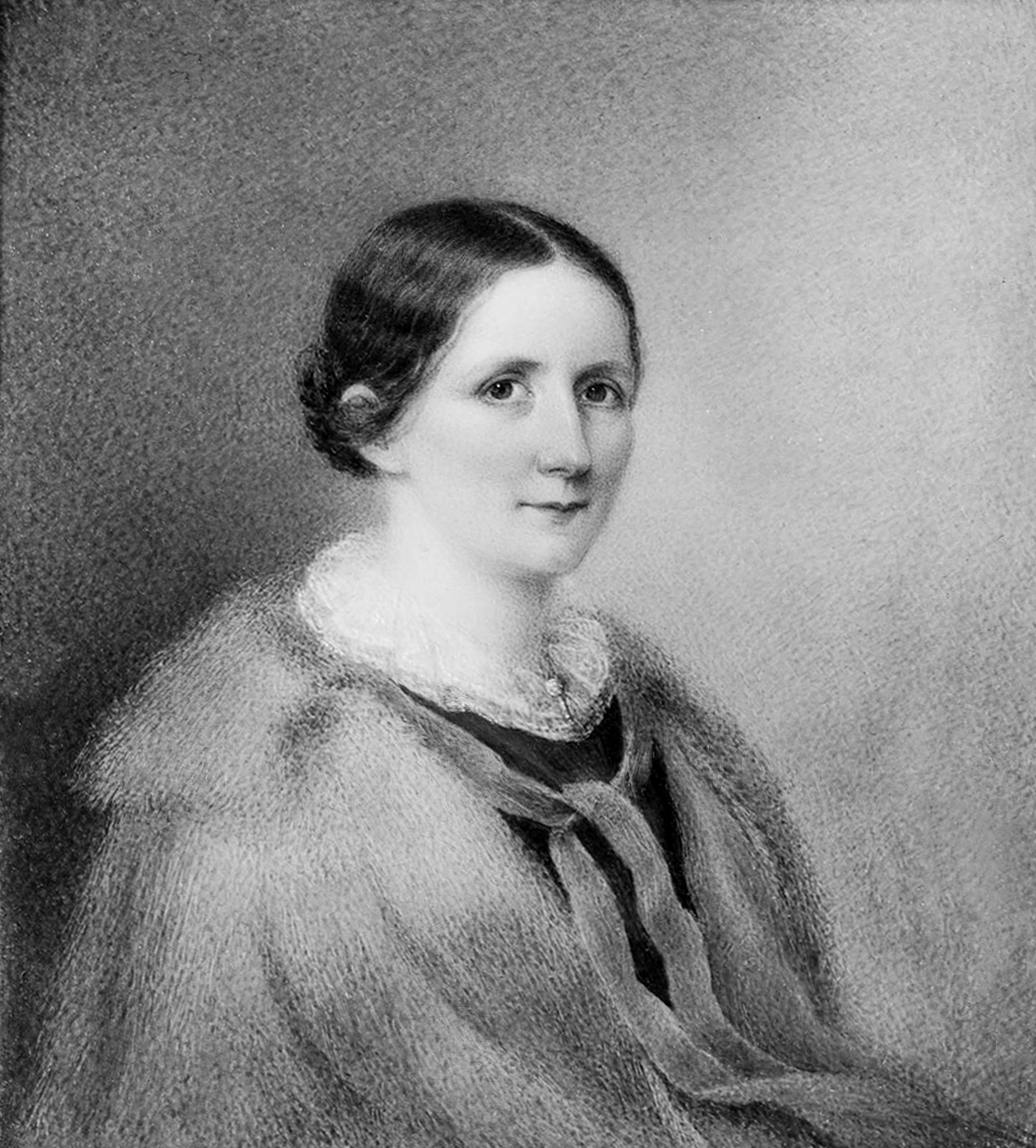
La hermana del Artista, Eliza Sala Ward, undated. Miniatura encima marfil, 4 1/4 x 3 3/4 en. En el mercado de arte en noviembre 1946
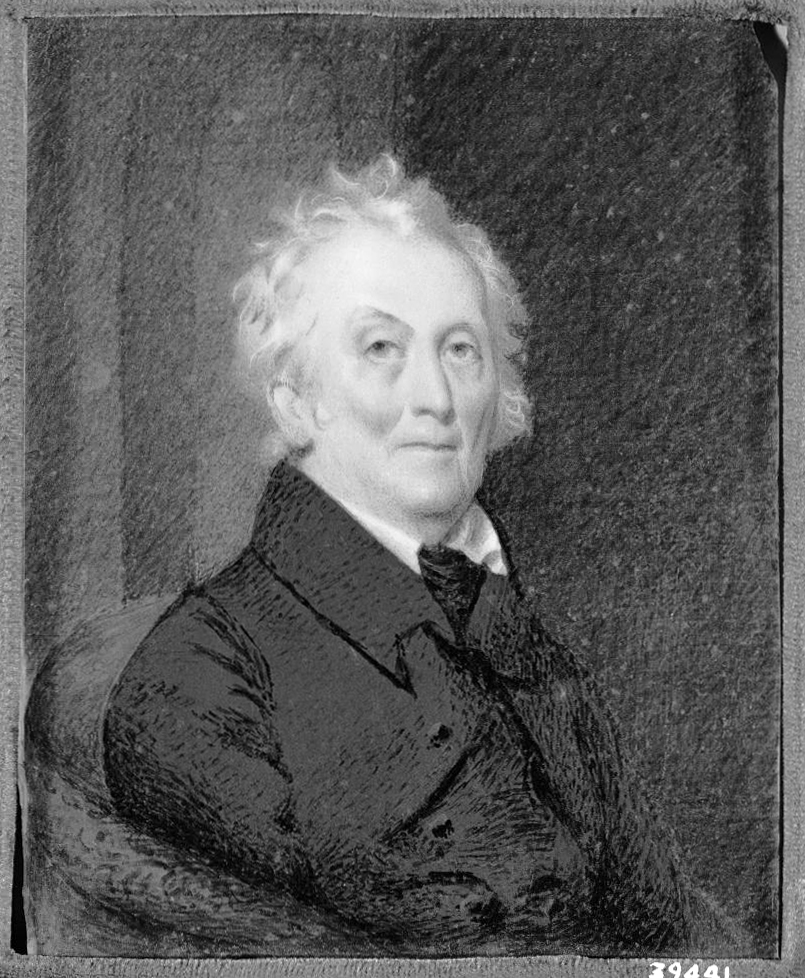
John Trumbull,1840. Miniatura encima marfil, 3 1/8 x 2 1/2 en. Colección privada, Darien, Connecticut
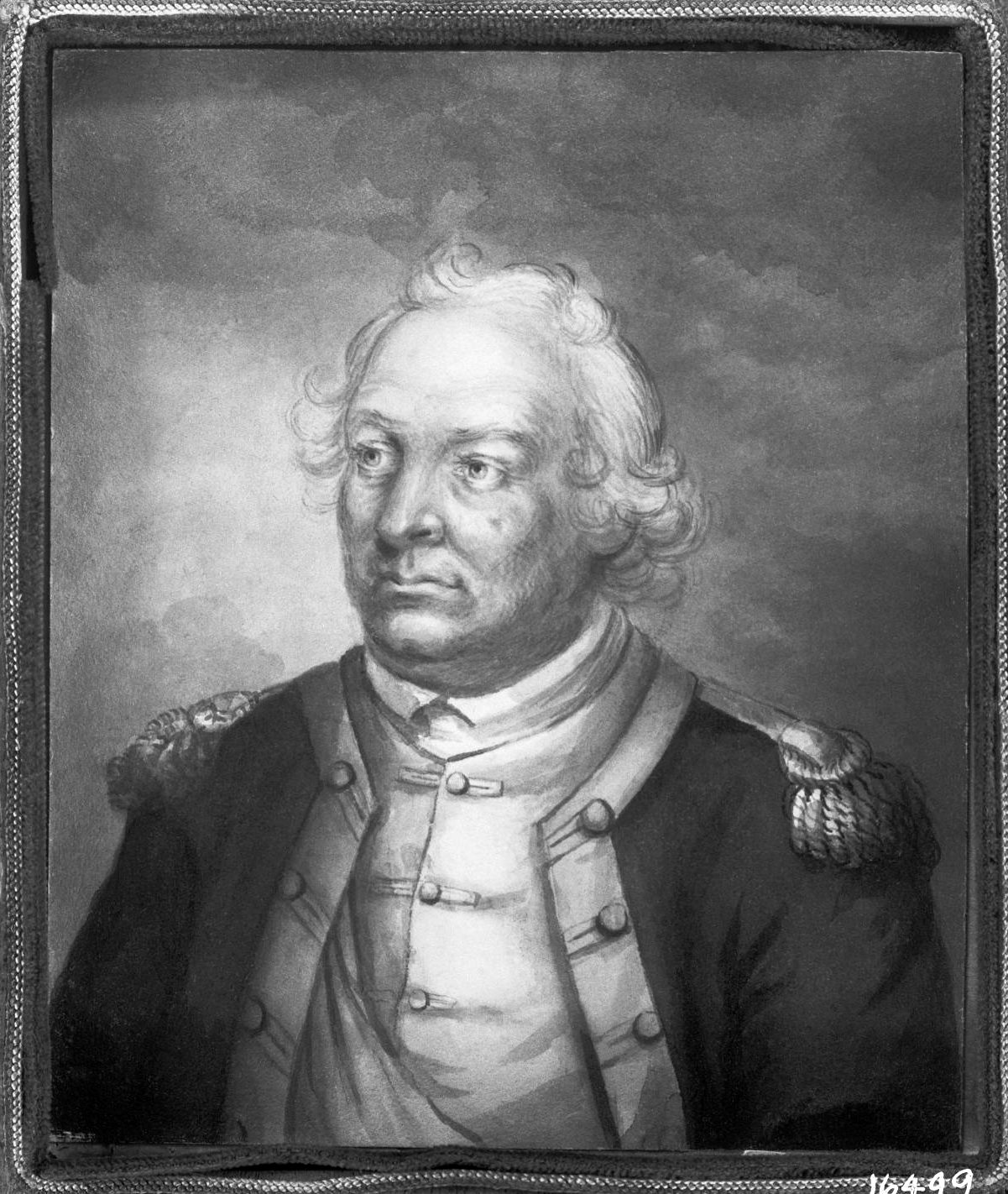
Israel general Putnam (copia después de pintar por John Trumbull), undated. Acuarela y lavado de sepia encima pergamino, 4 1/2 x 3 1/2 en. Unlocated